# Psunj
Psunj je planina u jugozapadnom području Slavonije u istočnoj Hrvatskoj. To je najviša planina Slavonije, s najvišim vrhom Brezovo polje na 985 mnv. koji se nalazi u Požeško-slavonskoj županiji. Na sjeveru se proteže do Ravne gore i Papuka, a inače je okružen nizinama. Nalazi se sjeverno od Nove Gradiške i jugoistočno od Pakraca.
Psunj je sastavni dio vijenca što okružuje Požešku kotlinu. Njegova silueta prati putnika na autocesti i željezničkoj pruzi Zagreb - Slavonski Brod, od Novske do Nove Gradiške.
S južne strane Psunja nalazi se autocesta A3, sa zapadne državna cesta D5 Okučani - Bijela Stijena - Lipik - Pakrac, na istok se spušta u Požešku kotlinu, a na sjeveru je omeđen dolinom rijeke Pakre i Orljave kroz koje prolazi asfaltna državna cesta D38 Pakrac - Kamenska - Požega, čiji prijevoj Bučje (365 m) dijeli Psunj od južnih obronaka Papuka.
Sa zapadne strane najvišeg vrha nalazi se 70 m visok željezni televizijski odašiljač i nekoliko pratećih objekata.
Glavna značajka reljefa jesu brojne zvjezdasto rasprostrte kose, dugačke i po desetak kilometara, koje se šire lepezasto na sve strane od čvorišta u najvišem vrhu. Među njima su duboko i oštro usječene doline gorskih potoka koji raščlanjuju čitavu planinu. Osobitost Psunja je da su mu planinske visine mnogo pitomije od uskih gorskih dolina, koje su na mnogim mjestima oblikovane kao sutjeske, sa stranama visokim 300–400 m. Izvora ima na mnogo mjesta visoko u planini.
Psunj ima paleozojsku jezgru koju okružuju neogenski sedimeti. Viši dijelovi planine prekriveni su šumom, a na prigorjima su zasađeni vinogradi i voćnjaci.
Od ruda ovdje se kopao grafit kod Brezovog polja i Brusnika, milovka kod Koprivne, kremene naslage i kvarcitni pijesak kod Zavlake i Grahovljana te granit kod Šeovice i Ivanovca. Geološki su zanimljive tektonske pukotine koje su uvjetovale pojavu termalnih vrela u Lipiku.